# Představitelé Fu-ťienu
Představitelé Fu-ťienu stojí v čele správy provincie. V čele správy Fu-ťienu stojí guvernér (šeng-čang, 省长) řídící lidovou vládu Fu-ťienu (Fu-ťien-šeng žen-min čeng-fu, 福建省人民政府). Nejvyšší politické postavení v provincii má však tajemník fuťienského provinčního výboru Komunistické strany Číny, vládnoucí politické strany provincie i celého státu. K dalším předním představitelům Fu-ťienu patří předseda provinčního lidového shromáždění (zastupitelského sboru) a předseda provinčního výboru Čínského lidového politického poradního shromáždění (ČLPPS).
V politickém systému Čínské lidové republiky, analogicky k centrální úrovni, má příslušný regionální výbor komunistické strany v čele s tajemníkem ve svých rukách celkové vedení, lidová vláda v čele guvernérem (u provincie) nebo starostou (u města) řídí administrativu regionu, lidové shromáždění plní funkce zastupitelského sboru a lidové politické poradní shromáždění má poradní a konzultativní funkci.

## Tajemníci fuťienského provinčního výboru Komunistické strany Číny (od 1949)
Fuťienské komunisty po roce 1949 vedl provinční výbor strany v čele s tajemníkem, od roku 1954 prvním tajemníkem. Po zřízení provinčního revolučního výboru v srpnu 1968 jeho předseda stanul i v čele komunistů provincie. Od dubna 1971 opět fungoval provinční výbor strany v čele s prvním tajemníkem. Od roku 1985 v čele provinčního výboru KS Číny stojí tajemník s několika zástupci tajemníka.
Ve sloupci „Další funkce“ jsou uvedeny nejvýznamnější úřady zastávané současně s výkonem funkce tajemníka fuťienského výboru strany, případně pozdější působení v politbyru a stálém výboru politbyra.
| Jméno (životní data)                  | Od            | Do            | Další funkce a poznámky |
| ------------------------------------- | ------------- | ------------- | --- |
| Čang Ting-čcheng (张鼎丞) (1898–1981) | srpen 1949    | říjen 1954    | předseda lidové vlády Fu-ťienu (1949–1954), později generální prokurátor nejvyšší lidové prokuratury (1954–1975), místopředseda stálého výboru VSLZ (1975–1980) |
| Jie Fej (叶飞) (1914–1999)            | říjen 1954    | květen 1967   | předseda lidové vlády/guvernér Fu-ťienu (1954–1959), předseda fuťienského provinčního výboru ČLPPS (1959–1964), velitel fučouského vojenského okruhu (1956–1957), ministr dopravy (1975–1979), vrchní velitel námořnictva (1980–1982), místopředseda stálého výboru VSLZ (1983–1993)                            |
| Chan Sien-čchu (韩先楚) (1913–1986)   | duben 1971    | 1974          | velitel fučouského vojenského okruhu (1957–1973), předseda fuťienského revolučního výboru (1968–1973), velitel lančouského vojenského okruhu (1973–1980), místopředseda stálého výboru VSLZ (1983–1988) |
| Liao Č’-kao (廖志高) (1913–2000)      | listopad 1974 | 1980          | tajemník sikchangského provinčního výboru KS Číny (1949–1955), tajemník s’čchuanského provinčního výboru KS Číny (1965–1967), předseda fuťienského revolučního výboru (1974–1979), předseda fuťienského provinčního výboru ČLPPS (1977–1979), předseda fuťienského provinčního lidového shromáždění (1979–1982) |
| Siang Nan (项南) (1918–1997)          | 1980          | 1986          | |
| Čchen Kuang-i (陈光毅) (* 1933)       | 1986          | prosinec 1993 | předtím guvernér Kan-su (1983–1986), předseda fuťienského provinčního výboru ČLPPS (1988–1993), předseda fuťienského provinčního lidového shromáždění (1993–1994) |
| Ťia Čching-lin (贾庆林) (* 1940)      | prosinec 1993 | říjen 1996    | předtím guvernér Fu-ťienu (1990–1994), předseda fuťienského provinčního lidového shromáždění (1994–1996), později starosta Pekingu (1996–1999), tajemník pekingského městského výboru KS Číny (1997–2002), člen politbyra ÚV KS Číny (1997–2012) a jeho stálého výboru (2002–2012)                              |
| Čchen Ming-i (陈明义) (* 1940)        | říjen 1996    | prosinec 2000 | předtím guvernér Fu-ťienu (1994–1996), předseda fuťienského provinčního výboru ČLPPS (2003–2006) |
| Sung Te-fu (宋德福) (1946–2007)       | prosinec 2000 | únor 2004     | předtím první tajemník ÚV Komunistického svazu mládeže Číny (1985–1993), předseda fuťienského provinčního lidového shromáždění (2002–2005) |
| Lu Čan-kung (卢展工) (* 1952)         | únor 2004     | listopad 2009 | předtím guvernér Fu-ťienu (2002–2004), předseda fuťienského provinčního lidového shromáždění (2005–2010), později tajemník chenanského provinčního výboru KS Číny (2009–2013), místopředseda celostátního výboru ČLPPS (2013– )                                                                                 |
| Sun Čchun-lan (孙春兰) (* 1950)       | listopad 2009 | listopad 2012 | žena, předsedkyně fuťienského provinčního lidového shromáždění (2010–2013), později tajemnice tchienťinského městského výboru KS Číny (2012–2014), členka 18. a 19. politbyra ÚV KS Číny (2012–2022) |
| Jou Čchüan (尤权) (* 1954)            | prosinec 2012 | říjen 2017    | předseda fuťienského provinčního lidového shromáždění (2013–2018), později tajemník sekretariátu ÚV KS Číny (2017–2022) |
| Jü Wej-kuo (于伟国) (* 1955)          | říjen 2017    | listopad 2020 | předtím guvernér Fu-ťienu (2015–2018), předseda fuťienského provinčního lidového shromáždění (2018–2021) |
| Jin Li (尹力) (* 1962)                | prosinec 2020 | listopad 2022 | předtím guvernér S’čchuanu (2016–2020), předseda fuťienského provinčního lidového shromáždění (2021–2023), později tajemník pekingského městského výboru KS Číny (2022– ), člen politbyra ÚV KS Číny (2022– )                                                                                                   |
| Čou Cu-i (周祖翼) (* 1965)            | listopad 2022 | v úřadu       | předseda fuťienského provinčního lidového shromáždění (2023– ) |

## Guvernéři Fu-ťienu (od 1949)
Od prosince 1979 v čele civilní administrativy provincie Fu-ťien stojí guvernér řídící lidovou vládu provincie. Předtím od srpna 1949 do února 1955 provincii spravovala lidová vláda v čele s předsedou, poté lidový výbor v čele s guvernérem. Od srpna 1968 do prosince 1979 správu provincie vedl revoluční výbor Fu-ťienu v čele s předsedou.
| Jméno (životní data)                  | Od            | Do            | Další funkce a poznámky |
| ------------------------------------- | ------------- | ------------- | --- |
| Čang Ting-čcheng (张鼎丞) (1910–2000) | 1949          | 1954          | tajemník fuťienského provinčního výboru KS Číny (1949–1954), později generální prokurátor nejvyšší lidové prokuratury (1954–1975), místopředseda stálého výboru VSLZ (1975–1980) |
| Jie Fej (叶飞) (1914–1999)            | 1954          | 1959          | tajemník fuťienského provinčního výboru KS Číny (1954–1958), předseda fuťienského provinčního výboru ČLPPS (1959–1964), velitel fučouského vojenského okruhu (1956–1957), ministr dopravy (1975–1979), vrchní velitel námořnictva (1980–1982), místopředseda stálého výboru VSLZ (1983–1993)                                                                               |
| Ťiang I-čen (江一真) (1915–1994)      | leden 1959    | říjen 1959    | poprvé, první tajemník fuťienského provinčního výboru KS Číny (1958–1967), předseda fuťienského provinčního výboru ČLPPS (1956–1959) |
| Wu Chung-siang (伍洪祥) (1914–2005)   | duben 1960    | červen 1962   | úřadující, později předseda fuťienského provinčního výboru ČLPPS (1979–1985) |
| Ťiang I-čen (江一真) (1915–1994)      | listopad 1962 | prosinec 1962 | podruhé, později úřadující ministr zemědělství (1964–1966), ministr zdravotnictví (1977–1979), předseda chepejského provinčního lidového shromáždění (1980–1983) |
| Wen Ťin-šuej (魏金水) (1906–1992)     | prosinec 1962 | květen 1967   | |
| Chan Sien-čchu (韩先楚) (1913–1986)   | srpen 1968    | prosinec 1973 | velitel fučouského vojenského okruhu (1957–1973), první tajemník fuťienského provinčního výboru KS Číny (1971–1974), velitel lančouského vojenského okruhu (1973–1980), místopředseda stálého výboru VSLZ (1983–1988) |
| Liao Č’-kao (廖志高) (1913–2000)      | listopad 1974 | prosinec 1979 | tajemník sikchangského provinčního výboru KS Číny (1949–1955), tajemník s’čchuanského provinčního výboru KS Číny (1965–1967), první tajemník fuťienského provinčního výboru KS Číny (1974–1980), předseda fuťienského provinčního výboru ČLPPS (1977–1979), předseda fuťienského provinčního lidového shromáždění (1979–1982)                                              |
| Ma Sing-jüan (马兴元) (1917–2005)     | prosinec 1979 | leden 1983    | |
| Chu Pching (胡平) (1930–2020)         | leden 1983    | září 1987     | později ministr obchodu (1988–1993) |
| Wang Čao-kuo (王兆国) (* 1941)        | září 1987     | listopad 1990 | předtím první tajemník ÚV Komunistického svazu mládeže Číny (1982–1984), později člen 16. a 17. politbyra ÚV KS Číny (2002–2012) |
| Ťia Čching-lin (贾庆林) (* 1940)      | listopad 1990 | duben 1994    | tajemník fuťienského provinčního výboru KS Číny (1993–1996), předseda fuťienského provinčního lidového shromáždění (1994–1996), později starosta Pekingu (1996–1999), tajemník pekingského městského výboru KS Číny (1997–2002), člen politbyra ÚV KS Číny (1997–2012) a jeho stálého výboru (2002–2012)                                                                   |
| Čchen Ming-i (陈明义) (* 1940)        | duben 1994    | říjen 1996    | tajemník fuťienského provinčního výboru KS Číny (1996–2000), předseda fuťienského provinčního výboru ČLPPS (2003–2006) |
| Che Kuo-čchiang (贺国强) (* 1943)     | říjen 1996    | srpen 1999    | později tajemník čchungčchingského městského výboru KS Číny (1999–2002), člen politbyra ÚV KS Číny (2002–2012) a jeho stálého výboru (2007–2012) |
| Si Ťin-pching (习近平) (* 1953)       | srpen 1999    | říjen 2002    | později guvernér Če-ťiangu (2002–2003), tajemník čeťiangského provinčního výboru KS Číny (2002–2007), tajemník šanghajského městského výboru KS Číny (2007), člen politbyra ÚV KS Číny (od 2007) a jeho stálého výboru (od 2007), generální tajemník ÚV KS Číny (od 2012), prezident ČLR (od 2013) a předseda ústředních vojenských komisí ÚV KS Číny a ČLR (od 2012/2013) |
| Lu Čan-kung (卢展工) (* 1952)         | říjen 2002    | prosinec 2004 | později tajemník fuťienského provinčního výboru KS Číny (2004–2009), předseda fuťienského provinčního lidového shromáždění (2005–2010), tajemník chenanského provinčního výboru KS Číny (2009–2013), místopředseda celostátního výboru ČLPPS (2013– ) |
| Chuang Siao-ťing (黄小晶) (* 1946)    | prosinec 2004 | duben 2011    | |
| Su Šu-lin (苏树林) (* 1962)           | duben 2011    | listopad 2015 | odvolán kvůli korupci, později odsouzen k dlouholetému trestu vězení |
| Jü Wej-kuo (于伟国) (* 1955)          | listopad 2015 | leden 2018    | tajemník fuťienského provinčního výboru KS Číny (2017–2020), předseda fuťienského provinčního lidového shromáždění (2018–2021) |
| Tchang Teng-ťie (唐登杰) (* 1964)     | leden 2018    | červenec 2020 | později ministr občanských záležitostí (2022– ) |
| Wang Ning (王宁) (* 1961)             | červenec 2020 | říjen 2021    | později tajemník jünnanského provinčního výboru KS Číny (2021– ) |
| Čao Lung (赵龙) (* 1967)              | říjen 2021    | v úřadu       | |

## Předsedové fuťienského provinčního lidového shromáždění (od 1979)
Počínaje rokem 2002 je předsedou fuťienského provinčního lidového shromáždění (to jest provinčního zastupitelského sboru) volen tajemník provinčního výboru KS Číny.
| Jméno (životní data)                  | Od            | Do          | Další funkce a poznámky |
| ------------------------------------- | ------------- | ----------- | --- |
| Liao Č’-kao (廖志高) (1913–2000)      | prosinec 1979 | březen 1982 | tajemník sikchangského provinčního výboru KS Číny (1949–1955), tajemník s’čchuanského provinčního výboru KS Číny (1965–1967), předseda fuťienského revolučního výboru (1974–1979), první tajemník fuťienského provinčního výboru KS Číny (1971–1980), předseda fuťienského provinčního výboru ČLPPS (1977–1979) |
| Chu Chung (胡宏) (1918–1997)          | březen 1982   | říjen 1985  | |
| Čcheng Sü (程序) (1919–1998)          | říjen 1985    | leden 1993  | |
| Čchen Kuang-i (陈光毅) (* 1933)       | leden 1993    | duben 1994  | předtím guvernér Kan-su (1983–1986), předtím tajemník fuťienského provinčního výboru KS Číny (1986–1993), předseda fuťienského provinčního výboru ČLPPS (1988–1993) |
| Ťia Čching-lin (贾庆林) (* 1940)      | duben 1994    | říjen 1996  | předtím guvernér Fu-ťienu (1990–1994), tajemník fuťienského provinčního výboru KS Číny (1993–1996), později starosta Pekingu (1996–1999), tajemník pekingského městského výboru KS Číny (1997–2002), člen politbyra ÚV KS Číny (1997–2012) a jeho stálého výboru (2002–2012)                                    |
| Jüan Čchi-tchung (袁启彤) (1932–2023) | duben 1997    | leden 2002  | |
| Sung Te-fu (宋德福) (1946–2007)       | leden 2002    | leden 2005  | předtím první tajemník ÚV Komunistického svazu mládeže Číny (1985–1993), tajemník fuťienského provinčního výboru KS Číny (2000–2004) |
| Lu Čan-kung (卢展工) (* 1952)         | leden 2005    | leden 2010  | předtím guvernér Fu-ťienu (2002–2004), tajemník fuťienského provinčního výboru KS Číny (2004–2009), později tajemník chenanského provinčního výboru KS Číny (2009–2013), místopředseda celostátního výboru ČLPPS (2013– )                                                                                       |
| Sun Čchun-lan (孙春兰) (* 1950)       | leden 2010    | leden 2013  | žena, tajemnice fuťienského provinčního výboru KS Číny (2009–2012), později tajemnice tchienťinského městského výboru KS Číny (2012–2014), členka 18. a 19. politbyra ÚV KS Číny (2012–2022) |
| Jou Čchüan (尤权) (* 1954)            | únor 2013     | leden 2018  | tajemník fuťienského provinčního výboru KS Číny (2012–2017), později tajemník sekretariátu ÚV KS Číny (2017–2022) |
| Jü Wej-kuo (于伟国) (* 1955)          | leden 2018    | leden 2021  | předtím guvernér Fu-ťienu (2015–2018), tajemník fuťienského provinčního výboru KS Číny (2017–2020) |
| Jin Li (尹力) (* 1962)                | leden 2021    | leden 2023  | předtím guvernér S’čchuanu (2016–2020), tajemník fuťienského provinčního výboru KS Číny (2020–2022), později tajemník pekingského městského výboru KS Číny (2022– ), člen politbyra ÚV KS Číny (2022– ) |
| Čou Cu-i (周祖翼) (* 1965)            | leden 2023    | v úřadu     | tajemník fuťienského provinčního výboru KS Číny (2022– ) |

## Předsedové fuťienského provinčního výboru Čínského lidového politického poradního shromáždění (ČLPPS, od 1955)
| Jméno (životní data)                    | Od            | Do            | Další funkce a poznámky |
| --------------------------------------- | ------------- | ------------- | --- |
| Ceng Ťing-ping (曾镜冰) (1912–1967)     | leden 1955    | duben 1956    | |
| Ťiang I-čen (江一真) (1915–1994)        | duben 1956    | únor 1959     | první tajemník fuťienského provinčního výboru KS Číny (1958–1967), guvernér Fu-ťienu (1959), úřadující ministr zemědělství (1964–1966), ministr zdravotnictví (1977–1979), předseda chepejského provinčního lidového shromáždění (1980–1983)                                                                                            |
| Jie Fej (叶飞) (1914–1999)              | únor 1959     | září 1964     | tajemník fuťienského provinčního výboru KS Číny (1954–1958), předseda lidové vlády/guvernér Fu-ťienu (1954–1959), velitel fučouského vojenského okruhu (1956–1957), ministr dopravy (1975–1979), vrchní velitel námořnictva (1980–1982), místopředseda stálého výboru VSLZ (1983–1993)                                                  |
| Fan Š’-žen (范式人) (1909–1986)         | září 1964     | prosinec 1977 | |
| Liao Č’-kao (廖志高) (1913–2000)        | prosinec 1977 | prosinec 1979 | předtím tajemník sikchangského provinčního výboru KS Číny (1949–1955), tajemník s’čchuanského provinčního výboru KS Číny (1965–1967), předseda fuťienského revolučního výboru (1974–1979), první tajemník fuťienského provinčního výboru KS Číny (1971–1980), později předseda fuťienského provinčního lidového shromáždění (1979–1982) |
| Wu Chung-siang (伍洪祥) (1914–2005)     | prosinec 1979 | říjen 1985    | předtím úřadující guvernér Fu-ťienu (1960–1962) |
| Jüan Kaj (袁改) (1922–1987)             | říjen 1985    | 1987          | |
| Čchen Kuang-i (陈光毅) (* 1933)         | leden 1988    | leden 1993    | předtím guvernér Kan-su (1983–1986), tajemník fuťienského provinčního výboru KS Číny (1986–1993), předseda fuťienského provinčního lidového shromáždění (1993–1994) |
| Jou Te-sin (游德馨) (* 1931)            | leden 1993    | leden 2003    | |
| Čchen Ming-i (陈明义) (* 1940)          | leden 2003    | leden 2006    | tajemník fuťienského provinčního výboru KS Číny (1996–2000) |
| Liang Čchi-pching (梁绮萍) (* 1946)     | leden 2006    | leden 2013    | žena |
| Čang Čchang-pching (张昌平) (1910–2000) | leden 2013    | leden 2018    | |
| Cchuej Jü-jing (崔玉英) (* 1958)        | leden 2018    | leden 2023    | žena, tibetské národnosti |
| Tcheng Ťia-cchaj (滕佳材) (* 1964)      | leden 2023    | v úřadu       | |